# Oparbella flavescens
Oparbella flavescens es una especie de arácnido  del orden Solifugae de la familia Solpugidae.

## Distribución geográfica
Se distribuye por el norte de África.